# Lacus Aestatis

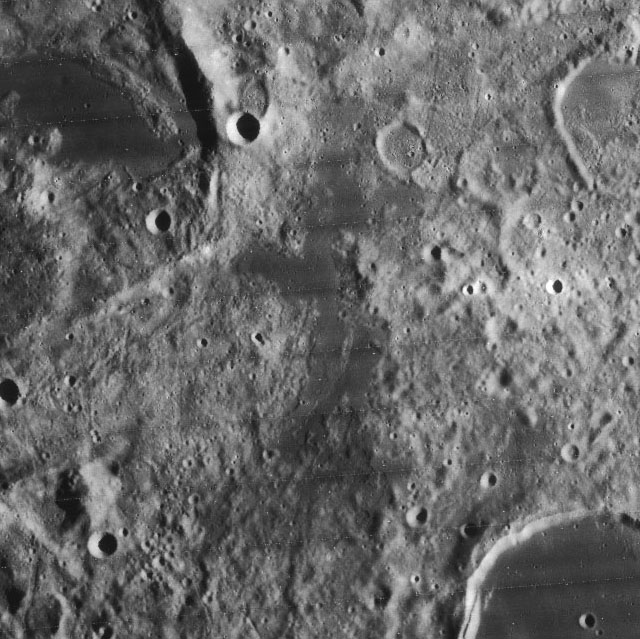
Imagen LRO

El Lacus Aestatis (en latín, "Lago del Verano") consta de dos ramas relativamente pequeñas de mar lunar localizadas cerca del limbo occidental de la Luna. Las coordenadas selenográficas de su centro son 15.0° Sur y 69.0° Oeste, dentro de una zona de unos 90 km de diámetro. El lago tiene una superficie total del orden de 1000 km².

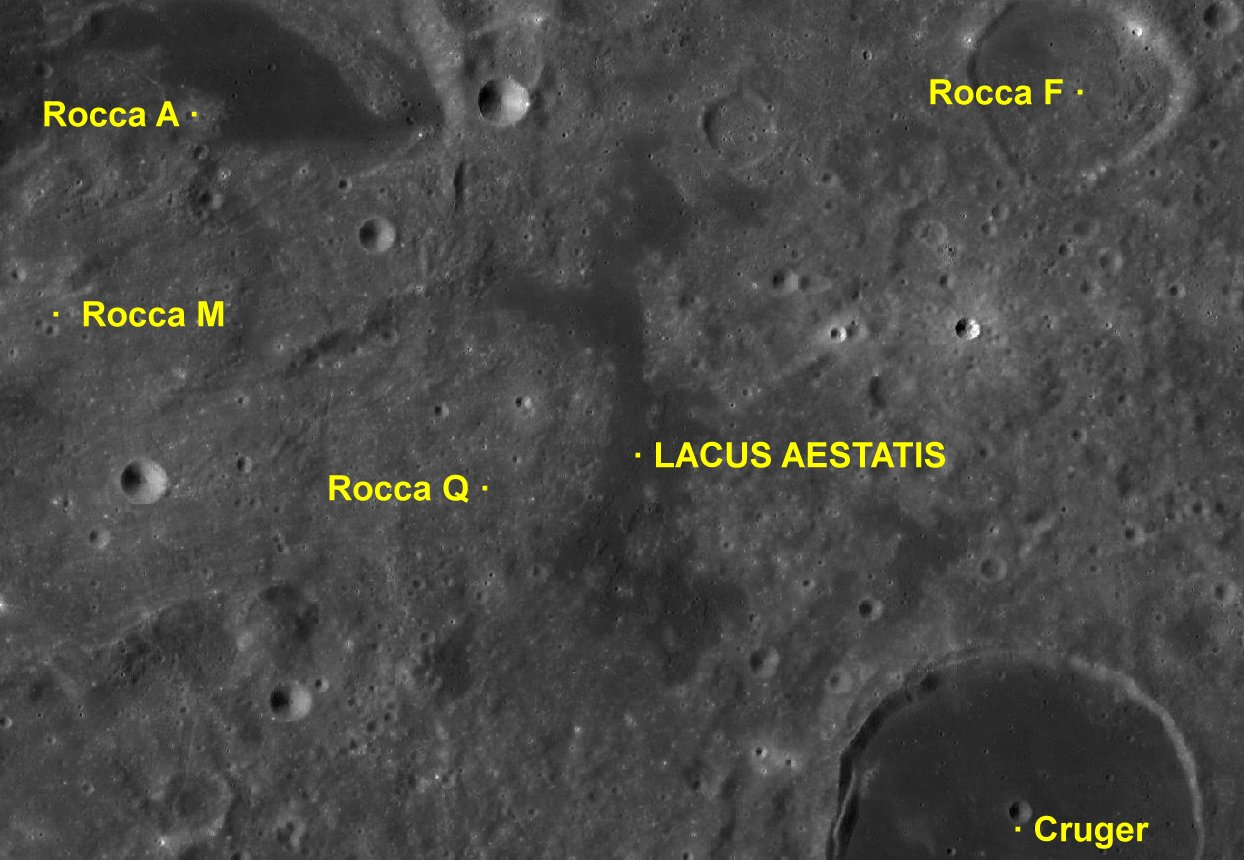
Entorno del Lacus Aestatis, con los cráteres satélite de Rocca y Cruger al sursureste

La parte noroeste del lago está localizada al estesureste del cráter satélite Rocca A. El resto de la formación se sitúa al sureste, y forma un recinto alargado e irregular que se extiende en dirección norte-sur. El lado sur pasa aproximadamente a un diámetro de distancia al noroeste del cráter inundado de lava Crüger.
La mancha oscura que se observa en el lado norte del cráter satélite Rocca A anteriormente se consideraba parte del lago, aunque en la actualidad se trata como un elemento separado ligado al citado cráter satélite.

## Denominación
El nombre del lago fue adoptado por la Unión Astronómica Internacional en 1971.